# Синхронна цифрова ієрархія
SDH (англ. Synchronous Digital Hierarchy) — принцип побудови цифрових систем передачі, що використовують мультиплексування цифрових потоків, але зі значно більшою базовою швидкістю передачі і синхронізацією усього каналоутворюючого і передавального устаткування від загального генератора, у порівнянні з PDH. За базовий рівень передачі прийнята швидкість 155,52 Мбіт/с чи синхронний транспортний модуль STM-1 (Synchronous Transport Module), що відповідає четвертій ступіні ієрархії PDH — ІКМ-1920. Уся корисна і службова інформація упаковується і передається в транспортному модулі STM. Усі сигнали в складі STM-модуля синхронізовані головною тактовою частотою. Сигнал STM-1 може переносити декілька нижчих за швидкостями корисних сигналів, що дозволяє застосовувати потоки PDH у транспортних модулях STM. 
SONET (англ. Synchronous Optical NETworking) — це протокол для Північної Америки і Японії, а SDH — визначення для Європи. Різниця між SONET і SDH невелика.
Структура STM-модуля складається з віртуальних контейнерів (до чотирьох), кожний з яких відповідає існуючій плєзіохронній швидкості передачі. Інформація, яка переноситься плєзіохронним сигналом, упаковується у відповідний контейнер. Кожен віртуальний контейнер забезпечується додатковою керуючою інформацією, що утворить трактовий заголовок. На підставі службової інформації, що міститься в трактовому заголовку, віртуальні контейнери доставляються в пункт прийому одержувача корисної інформації. У SDH прийняті п'ять стандартних рівні ієрархії: STM-1 (155,52 Мбіт/с), STM-4 (622,08 Мбіт/с), STM-16 (2488,32 Мбіт/с) i STM-64 (9953,28 Мбіт/с),STM-256 (40 Гбіт/с).